# Pipe (pasta)

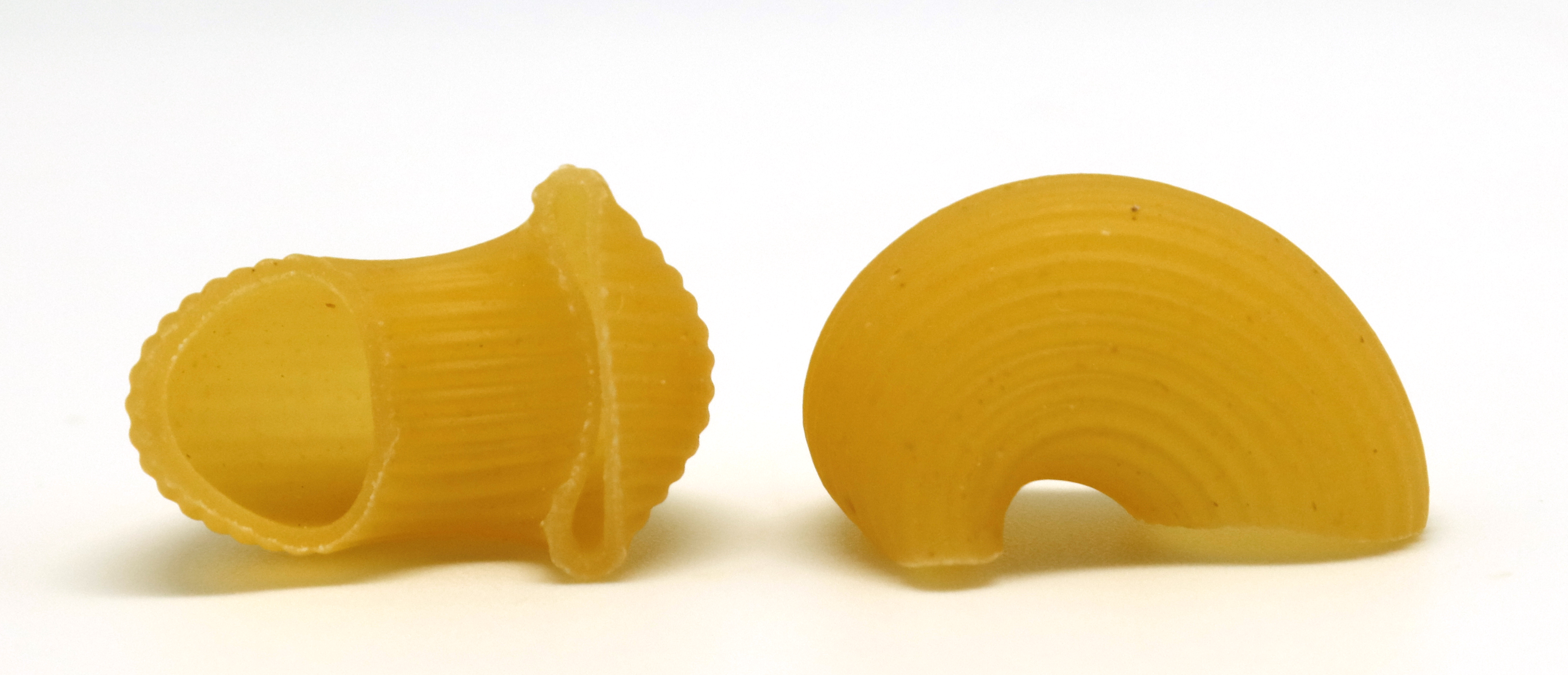
Pipe rigate.

Pipes zijn een soort korte pasta met een gebogen buisvorm die lijkt op een slakkenhuis. Het heeft een brede opening aan de ene kant en aan de andere kant heeft het een afgeplatte, bijna gesloten opening. Er is ook een versie met een glad oppervlak, maar de geribbelde versie (Italiaans: rigate) komt veel vaker voor. Ze zijn ongeveer 2,3 cm lang, met een diameter van ongeveer 1,3 cm. De dikte van het blad is ongeveer 1,25 millimeter.
Dit type pasta wordt ook wel (vooral in het grotere formaat) chiocciole of slakken genoemd. Sommige merken gebruiken beide namen door elkaar.

## Oorsprong
Zoals bij veel pastasoorten is het niet eenvoudig om de plaats van herkomst van de pipes te bepalen: mogelijk gaan ze terug op Romeinse traditie, maar de afgeplatte buisvorm zou eerder verwijzen naar een ruimere regio van Midden- en Noord-Italië.

## Recepten
Dankzij de karakteristieke slakvorm met een dubbele opening (waarvan één vernauwd) kan deze pasta zelfs de meest vloeibare sauzen “opvangen”, waarbij de smaak binnenin bewaard blijft en, in het geval van de geribbelde versie, ook gedeeltelijk aan de buitenkant. Daarom zijn pipes perfect voor lichte sauzen gemaakt met verse tomaten, pommarola, of in zomerse recepten met groenten, of nog in gebakken recepten (vooral de grote versie, waarin de “slakken” vollopen met de saus).